# Милло, Джованни Джакомо
Джованни Джакомо Милло (итал. Giovanni Giacomo Millo; 16 июня 1695, Казале Монферрато, Монферратское герцогство — 16 ноября 1757, Рим, Папская область) — итальянский куриальный кардинал. Апостольский датарий с 3 октября 1743 по 16 ноября 1757. Префект Священной Конгрегации Собора с 16 декабря 1756 по 16 ноября 1757. Кардинал-священник с 26 ноября 1753, с титулом церкви Сан-Кризогоно с 10 декабря 1753 по 16 ноября 1757.